# Philaeus steudeli
Philaeus steudeli är en spindelart som beskrevs av Embrik Strand 1906. Philaeus steudeli ingår i släktet Philaeus och familjen hoppspindlar. Inga underarter finns listade i Catalogue of Life.